# Transparència

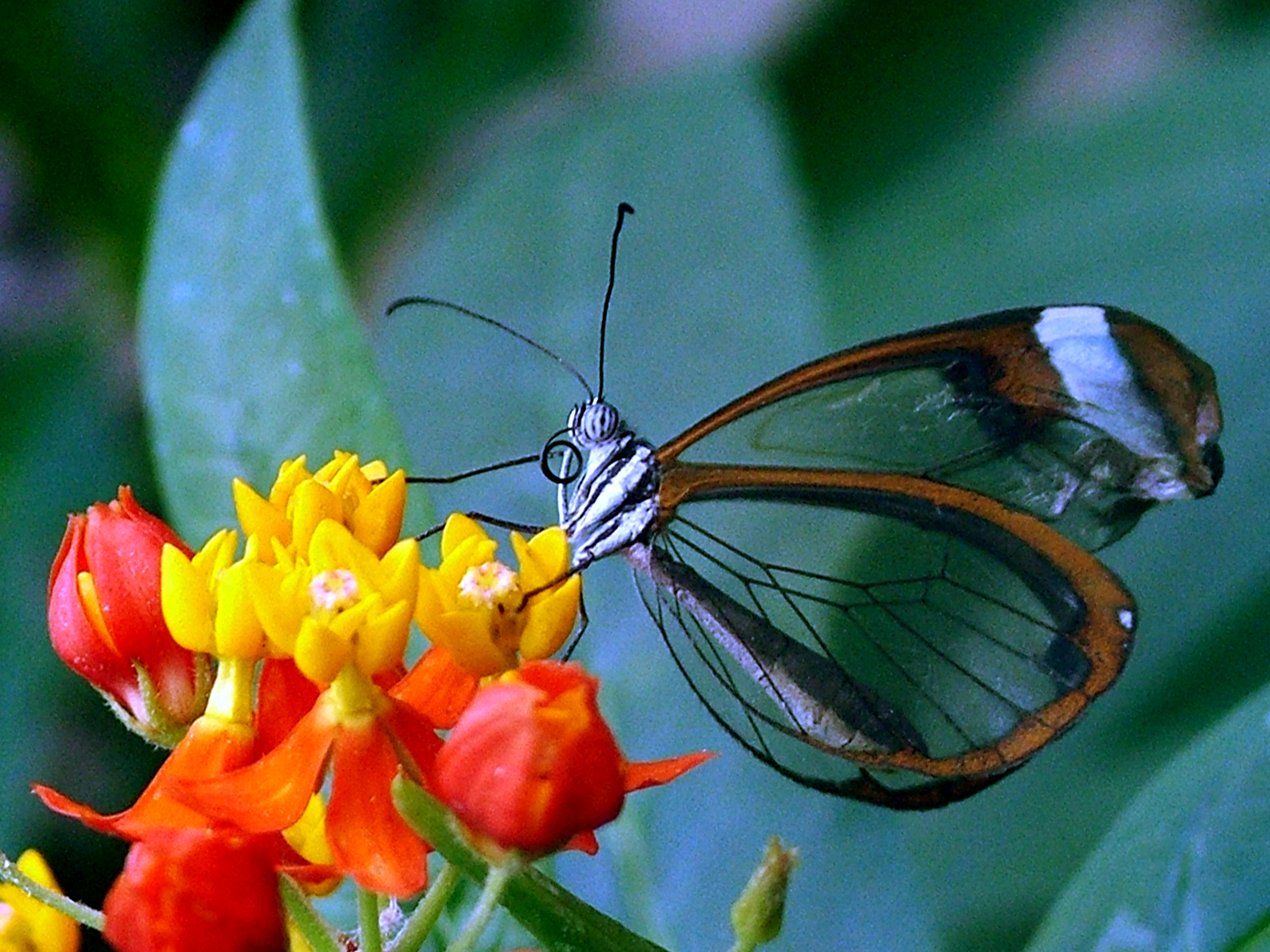
Una papallona amb ales transparents. El cos es pot observar fàcilment a través de les ales.

En òptica, la transparència és la propietat de deixar passar la llum. És possible veure a través dels materials transparents; és a dir, permeten que les imatges nítides passin. En mineralogia és coneguda com a diafanitat. La propietat contrària és l'opacitat. Els materials translúcids permeten que la llum passi a través d'aquests només difusament, és a dir, el material distorsiona la imatge.

## Transparència
Encara que el concepte de transparència es refereix normalment a la llum visible, també pot ser utilitzat per fer referència a qualsevol tipus de radiació. Per exemple, la carn és transparent als raigs X, mentre que l'os no ho és, fet que fa que les radiografies siguin útils per a la medicina.
Entre els exemples de materials transparents hi són l'aire, alguns altres gasos, líquids com ara l'aigua, la majoria dels vidres, i plàstics tals com el metacrilat i el Pyrex. Quan el grau de transparència varia segons la longitud d'ona de la llum, la imatge vista a través del material es tenyeix. Això podria ser causat per certes molècules d'òxid metàl·liques presents al vidre, o per partícules acolorides més grans, com ara en un fum tènue. Si moltes d'aquestes partícules hi són presents, llavors el material pot tornar-se opac, com ara en un fum espès.
Al nivell de l'electrodinàmica quàntica s'observa que, sent estrictes, només el buit és realment transparent: qualsevol matèria té una determinada quantitat d'absorció d'ones electromagnètiques.